# Carlos Cristal
Carlos Cristal (Salvador Francisco Cristaldi; * 27. Oktober 1942 in Buenos Aires; † 4. September 2011 bei Azul) war ein argentinischer Tangosänger.

## Leben und Wirken
Cristal debütierte achtzehnjährig mit dem Orquesta Juvenil del Tango unter Leitung von Horacio del Bueno, mit dem er auch zwei Titel beim Label Orfeo aufnahm (Canción de Ave María und Gricel). 1966 wurde er Mitglied der Gruppe Los Gotango (u. a. mit Carlos Marzán und Osvaldo Rizzo), das im Programm Siete notas para el tango bei Canal 7 auftrat. Im Folgejahr hatte er Auftritte mit Francisco Rotundo und dem uruguayischen Sänger Enrique Campos im Lokal Patio de Tango. 1969 trat er wiederum bei Canal mit Miguel Calós Orchester auf, außerdem sieben Monate lang im Programm Las 13 han dado con el tango bei Radio Splendid. Im gleichen Jahr nahm er Duette mit Enrique Campos auf (El viejo vals und Atardecer).
Weitere Aufnahmen entstanden mit den Orchestern Alberto Di Paulos (1972) und Juan Sánchez Gorios (1977). Seine erste LP als Solist nahm er 1980 beim Label ATC auf. Es folgten erneut Aufnahmen mit Orchestern: 1982 mit dem Omar Valentes bei Microonda und dem Osvaldo Rizzos bei Music Hall, Aufnahmen als Solist entstanden wieder in den 1990er Jahren mit Osvaldo Berlingieri beim Label Melopea. 1983 trat er in Los Angeles auf, 1990 mit dem Orchester Armando Calós in Madrid. In Buenos Aires war er erfolgreich mit Auftritten im Viejo Almacén mit Leopoldo Federico. Cristal kam 2011 bei einem Autounfalls ums Leben.